# Тростниковый лес
«Тростниковый лес» (латыш. Meldru mežs) — художественный фильм режиссёра Эрика Лациса, снятый по сценарию Эгона Ливса на Рижской киностудии в 1971 году.

## Сюжет
Небольшое колхозное рыбацкое судно «Альбатрос» в условиях зимней непогоды получило несколько пробоин и затонуло вблизи побережья. Из четырёх человек команды спасся только рыбак Степс, отважившийся прыгнуть в ледяную воду. В результате возникшего недоразумения товарищи подозревают его в малодушии. Ситуация усугубляется тем, что он и сам считает себя виновным. После ухода жены Степс уезжает в Ригу, перебиваясь случайным заработком. Некоторое время спустя водолазы повторно осмотрели место аварии. Найденные тела погибших рыбаков позволили снять со Степса обвинение в якобы совершённом им неблаговидном проступке.

## В ролях
- Улдис Пуцитис — Степс
- Олга Дреге — Эрика
- Улдис Думпис — Албинс
- Аусма Кантане — Янина
- Майрита Круминя — Урсула
- Улдис Лиелдиджс — Лаува
- Лига Лиепиня — Фанни
- Карлис Себрис — Норд
- Эдуард Павулс — Пусстабс
- Эдгарс Лиепиньш — Квелде
- Антра Лиедскалныня — Анна
- Освальд Берзиньш — Арнольд
- Арнольд Калныньш — Анцис
- Эгонс Майсакс — Гундарс
- Хелена Романова — жена Пусстабса

## Съёмочная группа
- Автор сценария: Эгонс Ливс
- Режиссёр-постановщик: Эрик Лацис
- Оператор-постановщик: Гвидо Скулте
- Композитор: Адольф Скулте
- Художник-постановщик: Улдис Паузерс